# Galina Polskich
Galina Aleksandrowna Polskich, ros. Галина Александровна Польских (ur. 27 listopada 1939 w Moskwie) – radziecka i rosyjska aktorka filmowa.

## Życiorys
Wcześnie straciła rodziców - jej ojciec zginął na froncie, a matka tuż po wojnie zmarła na gruźlicę. Galina wychowywała się w domu dziecka, a następnie trafiła pod opiekę babki.
W 1964 ukończyła studia aktorskie w WGIK (klasa Michaiła Romma) i zaczęła pracę w jednym z teatrów moskiewskich.
Na ekranie filmowym zadebiutowała w 1959, niewielką rolą w filmie Białe noce (reż. Iwan Pyrjew). Ma na swoim koncie ponad 140 ról filmowych, większość z nich stanowią role drugoplanowe.
W 1979 została wyróżniona tytułem Ludowej Artystki RFSRR. W 1999 została odznaczona Orderem „Za zasługi dla Ojczyzny” IV klasy.
Pierwszym mężem aktorki był reżyser Faik Gasanow, który zginął tragicznie w 1965, a drugim reżyser Aleksandr Surin. Ma dwie córki (Iradę i Marię).

## Wybrana filmografia
- 1959 — Białe noce jako dama na balu
- 1963 — Chodząc po Moskwie jako Aliona
- 1965 — Wierność jako Zoja
- 1967 — Ballada o komisarzu jako Anna
- 1969 — Znaki na drodze jako dyspozytorka Jadwiga
- 1970 — Drogi powrotnej nie ma jako Galia
- 1974 — Auto, skrzypce i pies Kleks jako Matka Anny
- 1975 — Teatr - mój dom jako Agafia Iwanowna
- 1975 — Rozerwany pierścień jako Zina
- 1977 — Portret z deszczem jako Kławdia
- 1977 — Front za linią frontu jako sanitariuszka Zina
- 1980 — Po zapałki jako Kaisa
- 1981 — Tajemniczy brelok jako Olimpia
- 1987 — Przyjaciel jako Eleonora
- 1992 — Kobieta z Paryża jako Wiera
- 1994-1998 — Tajemnice Petersburga jako Elza Francewna
- 1999 — Ultimatum jako pielęgniarka
- 2005 — Doktor Żywago jako Elena
- 2010 — Chłopcy z klasy jako Jelizawieta Siergiejewna
- 2011 — Farforowaja swadba jako matka Olega